# Freienbessingen
Freienbessingen är en kommun och ort i Kyffhäuserkreis i förbundslandet Thüringen i Tyskland.
Kommunen ingår i förvaltningsgemenskapen Ebeleben tillsammans med kommunerna Abtsbessingen, Bellstedt, Ebeleben, Holzsußra och Rockstedt.